# 아제르바이잔 중앙은행
아제르바이잔 중앙은행(아제르바이잔어: Azərbaycan Respublikasının Mərkəzi Bankı)은 아제르바이잔의 중앙은행이다. 은행의 본사는 수도 바쿠에 위치해 있다.
아제르바이잔 국립은행은 아제르바이잔의 대통령령이 1992년 2월 11일에 제정한 은행이다. 2009년 3월 18일 아제르바이잔 헌법의 추가 및 개정에 관한 아제르바이잔 국민투표법의 제정으로 아제르바이잔 중앙은행으로 개칭되었다.
아제르바이잔 중앙은행의 관리 및 조직구조, 공공당국 및 기타 기관과의 관계는 아제르바이잔 법 10일자 "중앙은행"에 의해 결정된다. 2004년 12월 중앙은행의 예외적인 국가 통화 발행 기능은 아제르바이잔 헌법에 명시되어 있다. 중앙은행은 또한 아제르바이잔의 다른 입법 행위와 아제르바이잔이 제정한 국제 조약에 의해 주도된다.

## 역사
아제르바이잔 중앙은행 역사는 아제르바이잔 민주공화국(1918년~1920년), 소비에트 사회주의 시대(1920년~1991년)와 아제르바이잔이 1991년 독립을 되찾은 이래 현대 은행 역사를 다룬다.
20세기 초, 아제르바이잔은 독립을 선언하고 1918년 5월 28일 아제르바이잔 인민공화국을 수립했다. 처음에는 남캅카스 채권은 러시아 화폐, 바쿠 채권과 함께 독립 공화국에서 널리 사용되었는데, 1918년 1월 바쿠 시 행정부와 바쿠 소비에트 연방의 시청이 인민위원회의 결정으로 발행하였다. 동시에 옛 러시아 국립은행 바쿠 지점도 활동을 이어갔다. 1919년 3월 7일, 아제르바이잔 인민공화국 정부는 아제르바이잔 국영 은행(중앙은행)의 설립에 대한 결정을 내렸다. 같은 해 9월 16일, 아제르바이잔 인민공화국의 의회는 아제르바이잔 국립은행 헌장을 채택했고, 은행은 1919년 9월 30일 엄숙한 개회식을 거행하기 시작했다.
'은행들의 은행'인 아제르바이잔 국영은행은 기존 신용기관을 감독하고 화폐단위를 발행했다.
1920년 4월 28일 아제르바이잔 민주공화국이 붕괴된 후, 아제르바이잔 국립은행은 새로운 국가 구조의 재무 위원회의 명령에 따라 아제르바이잔 인민은행으로 개칭되었다. 1920년 6월 9일 아제르바이잔 혁명위원회의 결정에 따라, 모든 은행과 기타 신용 기관은 국유화되었고 인민은행에 종속되었다. 은행업은 국가의 독점하에 있었다.
아제르바이잔 인민은행의 기본 기능은 지폐 발행이었다. 금융위원회 소속이었던 인민은행은 국가경제에 자금을 대고 예산편성과 예산예측 업무를 수행했다. 인민은행은 대출을 중단했고, 금융기관과 함께 예산 운영을 담당하는 기관이 되었다.
1921년 말의 새로운 경제 정책은 중앙은행의 복원을 필요로 했다. 아제르바이잔 국립은행은 1921년 10월 16일 아제르바이잔 인민위원회 평의회의 결정에 의해 설립되었으며, 동시에 헌장을 채택하였다.
자캅카스 사회주의 연방 소비에트 공화국은 1922년 3월 12일에 설립되었다. TSSR은 1922년 12월 30일 소비에트 사회주의 공화국 연방에 포함되었다. TSSR은 1923년 1월 10일, 아제르바이잔 국영은행의 방출 활동을 종료한 TSSR의 이사회령에 따라 단일 통화 체제로 전환되었다. 1923년 7월 3일 아제르바이잔 인민위원회의 법령에 의해 아제르바이잔 국립은행은 아제르바이잔 국립농업은행으로 개칭되었고 중앙은행 업무는 종료되었다. 처음에, 아제르바이잔 국립농업은행은 농업의 발전을 도왔고 화폐 유통과 상품 거래량을 규제했다.
구소련 국가 은행의 바쿠 지점은 1923년에 설립되었다. 1936년 12월에 채택된 소련 헌법에 따라 아제르바이잔은 소비에트 연방의 '주권' 공화국이 되었다. 소비에트 연방 국립은행의 아제르바이잔 사무소는 1991년 말부터 1991년 말까지 운영되었다.
1991년 5월 25일자 아제르바이잔 헌법 제14조 '아제르바이잔 공화국의 경제적 자립을 위하여'는 독립은행제와 아제르바이잔의 국가화폐 유통에 대한 법적 근거를 명시하고, 그 현황을 파악하였다.국가 은행 당국 국가은행은 국가정책인 대출, 자금순환, 결산, 외환정책을 추진하여 은행제도의 전반적인 실적을 규제하고 예비은행 기능을 배출하는 최고 배출기관으로 선포되었다.
1992년 2월 11일 아제르바이잔 공화국 국가은행 설립에 관한 아제르바이잔 대통령령에 의해 아제르바이잔 공화국에 국립은행이 설립되었다. 영의 시행일(2월 12일)은 은행의 설립일로 기념한다.

## 목표 및 기능
중앙은행의 주요 목표는 2004년 12월 10일 아제르바이잔 공화국법에 의해 제정된 정부 당국 내에서 물가 안정을 유지하는 것이다.
또한 중앙은행의 목표는 중앙은행간 및 기타 무면허 결제 시스템의 운영을 조직하고 보장하고 은행 시스템의 안정성을 지원하는 것이다. 수익 창출은 중앙은행의 주요 목표가 아니다.

## 같이 보기
- 아제르바이잔의 경제